# Епархия Крузейру-ду-Сула
Епархия Крузейру-ду-Сула (лат. Dioecesis Crucis Australis) — епархия Римско-Католической церкви с центром в городе Крузейру-ду-Сул, Бразилия. Епархия Крузейру-ду-Сула входит в митрополию Порту-Велью. Кафедральным собором епархии Крузейру-ду-Сула является церковь Пресвятой Девы Марии в городе Крузейру-ду-Сул.

## История
22 мая 1931 года Римский папа Пий XI издал буллу Munus regendi, которой учредил территориальную прелатуру Журуа, выделив её из апостольской префектуры Тефе (сегодня — Территориальная прелатура Тефе).
25 июня 1987 года Римский папа Иоанн Павел II издал буллу Cum praelatura, которой преобразовал территориальную прелатуру Журуа в епархию Крузейру-ду-Сула.

## Ординарии епархии
- епископ Heinrich Ritter (6.09.1935 — 19.07.1942);
- епископ Henrique Klein (1942—1947);
- епископ José Hascher (22.03.1947 — 25.02.1967);
- епископ Heinrich Rüth (7.02.1967 — 7.12.1988);
- епископ Luís Herbst (7.12.1988 — 3.01.2001);
- епископ Mosè João Pontelo (3.01.2001 — 19.09.2018, в отставке);
- епископ Flavio Giovenale, S.D.B. (19.09.2018 — по настоящее время).

## Источник
- Annuario Pontificio, Libreria Editrice Vaticana, Città del Vaticano, 2003, ISBN 88-209-7422-3
- Булла Munus regendi, AAS 24 (1932), стр. 219  (лат.)
- Булла Cum praelatura  (лат.)